# Jukka Koskinen
Jukka Koskinen es un bajista finlandés. Ha trabajado con el grupo finlandés de death metal melódico Norther. Ingresó en el grupo Wintersun en el 2005, y desde el 2009 es miembro de Cain's Offering. En abril de 2021 es anunciado como bajista de sesión de la banda finesa Nightwish (reemplazando a Marco Hietala por la gira del disco Human. Nature.) para, en agosto de 2022, ser anunciado como miembro oficial de la banda.

## Información personal
Nació el 16 de julio de 1981 en la ciudad finlandesa de Riihimäki. Empezó a tocar el bajo el año 1994, con la edad de 13 años.
Sus principales influencias han sido los grupos Dream Theater, Testament, Cynic, Death, Emperor, Machine Head, Meshuggah, At the Gates, In Flames.

## Equipo
- Warwick Infinity LTD 5-string
- Warwick Pro Tube IX Amp W-411 Pro & W-115 Pro cabinet.
- Ibanez 500SDGR 5-Strings